# زیمنس موبیلیتی
 زیمنس موبیلیتی (به انگلیسی: Siemens Mobility) یک بخش از شرکت خوشه‌ای زیمنس آلمان است. محصولات تولیدی شامل اتوماسیون و سامانه‌های قدرت، خودروهای ریلی برای ترابری عمومی، سامانه‌های راهنمای راه‌آهن، سامانه‌های هدایت و راه‌آهن برقی است. 

## تاریخچه
در ۲۶ سپتامبر ۲۰۱۷، این شرکت اعلام کرد که برای ادغام با آلستوم فرانسه با هدف ایجاد "یک قهرمان اروپایی جدید در صنعت ریلی" آماده است. کسب‌وکار ترکیبی راه‌آهن، به نام زیمنس‌آلستوم که دفتر مرکزی آن در پاریس خواهد بود و ۱۸ میلیارد دلار درآمد کسب و ۶۲،۳۰۰ نفر را در بیش از ۶۰ کشور جهان به‌کار خواهد گرفت. این معامله به‌عنوان یک اقدام برای مقابله با رشد سی‌آرآرسی چین با حمایت دولت‌های فرانسه و آلمان روبرو شد. ادغام، نزدیک به پایان سال ۲۰۱۸، با مخالفت مردم محلی برای ازمیان‌رفتن احتمالی شغل آنان در نتیجه‌ی ادغام، روبرو شد. در فوریه ۲۰۱۹، کمیسیون اروپا اجازه ادغام این دو را نداد.

## واحدهای تولیدی
- فلورین، کالیفرنیا - تولید لوکوموتیو مدل اسپرینتر و لوکوموتیو مدل شارژر
- نورکراس و آلفارِتا، جورجیا - تجهیزات الکتریکی و کششی
- کرافلد، آلمان